# Giuseppe Angelo Manni
Giuseppe Angelo Manni (Orte, 15 marzo 1810 – Roma, 17 febbraio 1876) è stato un politico italiano. Fu senatore del Regno d'Italia.